# Brian Kobilka
Brian Kent Kobilka (født 30. maj 1955) er amerikansk fysiolog. Han modtog nobelprisen i kemi sammen med Robert Lefkowitz i 2012 for deres opdagelse af, hvordan en vigtig familie af G-protein-koblede receptorer virker. Han er professor på institut for Molecular and Cellular Physiology på Stanford University School of Medicine. Han er også medgrundlægger af ConfometRx, en bioteknologisk virksomhed, der arbejder med G-protein-koblede receptorer. Han har været medlem af National Academy of Sciences siden 2011.